# Longitarsus pellucidus
Longitarsus pellucidus är en skalbaggsart som först beskrevs av Foudras in Mulsant 1859.  Longitarsus pellucidus ingår i släktet Longitarsus och familjen bladbaggar. Enligt den svenska rödlistan är arten nära hotad i Sverige. Arten förekommer i Götaland, Gotland, Öland och Svealand. Artens livsmiljö är jordbrukslandskap, stadsmiljö. Inga underarter finns listade i Catalogue of Life.